# Benjamin Dufernex
Bernard Benjamin Dufernex (* 5. Oktober 1834 in Carouge; † 28. Dezember 1885 in Genf) war ein Schweizer Jurist und Politiker.

## Leben

### Familie
Benjamin Dufernex war der Sohn des Gerichtsvollziehers Michel Dufernex und dessen Ehefrau Marie-Thérèse (geb. Salien).
Er heiratete am 12. April 1884 Hortense-Evodie (geb. Guiguer).
Seine Beisetzung erfolgte auf dem Cimetière de Châtelaine in Genf.

### Werdegang
Benjamin Dufernex immatrikulierte sich zu einem Studium der Rechtswissenschaften an der Universität Genf und setzte das Studium 1856 an der Universität München fort.
1861 beendete er mit seiner Dissertation La détention préalable et la liberté sous caution das Studium als Lizentiat, erwarb das Anwaltspatent und leitete von 1862 bis 1876 eine Anwaltspraxis; 1868 vertrat er unter anderem einen Klienten in dem Strafprozess gegen die Giftmörderin Marie Jeanneret. Er veräusserte 1876 sein Anwaltsbüro an Michel Barsey, der dieses weiterführte, jedoch in der Folgezeit Gelder veruntreute und wegen eines ausgestellten Haftbefehls aus Genf floh; nachdem er sich einige Monate später stellte und die veruntreuten Gelder zurückgezahlt hatte, wurde das Verfahren gegen ihn eingestellt.
Von 1876 bis 1880 sowie von 1883 bis zu seinem Tod war er als Generalprokurator des Kantons Genf tätig. 1880 folgte ihm Albert Dunant (12848–1923) als Generalprokurator.
Er war von 1882 bis 1883 Richter am Appellationsgericht.

### Politisches und gesellschaftliches Wirken
Benjamin Dufernex gehörte der Radikalen Partei an und war von 1862 bis 1866, sowie von 1870 bis 1878 und von 1880 bis 1885 Genfer Grossrat. 1862 wurde er Sekretär des Verfassungsrats und gehörte im selben Jahr zu den vier Mitgliedern des Grossrats, die einen Verfassungsentwurf ablehnten. Bei der anschliessenden Volksabstimmung verwarf das Volk den Entwurf ebenfalls, sodass die Verfassung von 1847 weiterhin Gültigkeit hatte. Er gehörte 1873 der Kommission des Grossrats an, die sich mit der Revision der Strafgesetzgebung befasste.
Als Nachfolger von Émile Cambessedès, war er vom 6. Dezember 1875 bis zum 1. Dezember 1878 und darauf vom 5. Dezember 1881 bis 1. Juli 1883 war er Ständerat.
Er beteiligte sich an der Ausarbeitung des kantonalen Strafgesetzbuches von 1874, des Gesetzes über die Justizorganisation von 1876 und der Strafprozessordnung von 1885.
1881 wurden auf seinen Vorschlag hin, die Wahlen der stellvertretenden Richter und Beisitzer zukünftig durch den Grossrat und nicht mehr durch das Volk festgelegt.
Benjamin Dufernex betätigte sich auch schriftstellerisch und verfasste Gedichte; er übersetzte unter anderem 1863 aus dem Deutschen in das Französische die Schrift Salomon Landolt von Paul Volmar. Er veröffentlichte seine Schriften und Werke unter anderem in der Zeitschrift Suisse, revue littéraire et artistique.

## Mitgliedschaften
1881 trat Benjamin Dufernex dem Initiativ-Komitee für Schweizerisch-kolonisatorische Auswanderung bei, das sich mit der Frage der Auswanderung, Organisation, einheitlicher Leitung und Durchführung von Ansiedlungsprojekten beschäftigte.

## Schriften (Auswahl)
- Voix de ma jeunesse. Genf, 1857 (Digitalisat).
- La détention préalable et la liberté sous caution. Genf, 1861 (Digitalisat).
- A nos lecteurs. 1863.
- Pierre le vigneron. In: Le conteur vaudois, Band 3, Heft 45. 1865. S. 3 (Digitalisat).
- Das Lied des Alfons. In: Dichterbuch der französischen Schweiz. Basel und Genf, 1865. S. S. 85–87 (Digitalisat).
- Les Elus de l'amour. In: Bulletin de l'Institut national genevois, Bände 16–17. Genf, 1870. S. 225–228 (Digitalisat).
- Rapport sur le Projet de Loi Modifiant l"organisation Judiciaire. Genf, 1876 (Digitalisat).